# Altos del Sena
Altos del Sena (92; en francés: Hauts-de-Seine. pronunciado /o d(ə) sɛn/ (escucharⓘ)) es un departamento francés de la región de Isla de Francia. Se sitúa al oeste de París. Su capital es Nanterre. Su gentilicio es altosenés, -esa; en francés, Hauts-Seinais o Altoséquanais.

## Geografía

La petite couronne.

El departamento de Altos del Sena tiene una población de 1.428.881 habitantes y comprende una extensión de 176 km². Limita con los departamentos de Sena-Saint Denis al noreste, de Valle del Oise al norte, de Yvelines al oeste, de Essonne al sur, de Valle del Marne al sudeste y de París al este.

## Demografía
Está urbanizado en su totalidad (las ciudades están totalmente pegadas entre sí) con excepción de algunos parques en el suroeste, en su límite con el departamento de Yvelines. El río Sena sirve de límite del departamento al este, norte y oeste.
Otras ciudades son Boulogne-Billancourt (albergaba las primeras factorías de automóviles de Francia), Gennevilliers (puerto fluvial que pertenece a la ciudad de París), Neuilly-sur-Seine (suburbio rico de París) y Levallois-Perret (casi tan rico).
Los departamentos de Altos del Sena, Sena-Saint-Denis y Val-de-Marne forman la llamada petite couronne de Paris, que es como se conoce la parte del área metropolitana más próxima a la capital de Francia.
| 1801      | 1831      | 1841      | 1851      | 1856      | 1861      | 1866      |
| --------- | --------- | --------- | --------- | --------- | --------- | --------- |
| --        | --        | --        | --        | --        | --        | --        |
| 1872      | 1876      | 1881      | 1886      | 1891      | 1896      | 1901      |
| --        | 208.482   | 254.928   | 293.386   | 332.076   | 386.737   | 467.391   |
| 1906      | 1911      | 1921      | 1926      | 1931      | 1936      | 1946      |
| 529.496   | 614.862   | 724.261   | 820.716   | 949.231   | 1.019.627 | 992.859   |
| 1954      | 1962      | 1968      | 1975      | 1982      | 1990      | 1999      |
| 1.118.020 | 1.381.805 | 1.461.619 | 1.438.930 | 1.387.039 | 1.391.658 | 1.428.881 |

Notas a la tabla:
- Las cifras anteriores a 1968 están tomadas de SPLAF y se refieren a los límites actuales del departamento. Las de 1968 y posteriores corresponden a los censos respectivos y con los límites en vigor cada momento.

Las principales ciudades del departamento son (datos de 2007):
- Todo el departamento forma parte de la aglomeración de París, las comunas más pobladas son:
  - Boulogne-Billancourt: 111.045 habitantes.
  - Nanterre: 88.875 habitantes.
  - Courbevoie: 84.974 habitantes.
  - Colombes: 82.552 habitantes.
  - Asnières-sur-Seine: 82.056 habitantes.
  - Rueil-Malmaison: 78.145 habitantes.
  - Levallois-Perret: 63.225 habitantes.
  - Issy-les-Moulineaux: 62.316 habitantes.
  - Antony: 61.761 habitantes.
  - Neuilly-sur-Seine: 60.454 habitantes.
  - Clichy: 58.646 habitantes.
  - Clamart: 51.000 habitantes.
  - Montrouge: 46.500 habitantes.
  - Meudon: 44.873 habitantes.
  - Suresnes: 44.738 habitantes.
  - Puteaux: 43.994 habitantes.
  - Gennevilliers: 41.960 habitantes.
  - Bagneux: 38.592 habitantes.
  - Châtillon: 32.609 habitantes.
  - Châtenay-Malabry: 31.946 habitantes.
  - Malakoff: 30.735 habitantes.

## Historia
El departamento de los Altos del Sena fue creado el 1 de enero de 1968 en aplicación de la Ley del 10 de julio de 1964, y de conformidad con el Decreto de aplicación del 25 de febrero de 1965, a partir de la zona oeste del antiguo departamento del Sena (27 municipios) y una pequeña porción del departamento de Sena y Oise (9 municipios).

## Economía
Los Altos del Sena son de hecho un inmenso y monolítico suburbio (banlieue) de París, en parte residencial (banlieue dortoir: los habitantes a menudo duermen allí y trabajan en París), en parte industrial y de servicios. Gracias a la presencia masiva de sedes de grandes empresas francesas (muchas en Levallois), el producto bruto de departamento es comparable al producto nacional bruto de Grecia.
Al norte del departamento se construyó el barrio de negocios de La Défense, en el que están implantadas las sedes sociales de grandes empresas francesas y extranjeras. Al sur del departamento están las sedes de dos cadenas de televisión francesas: TF1 (en Boulogne) y France 5 (en Issy)

## Administración
Altos del Sena está compuesto por 3 arrondissements y 36 comunas:
| Arrondissement de Antony | Arrondissement de Boulogne-Billancourt | Arrondissement de Nanterre | 1. Antony 2. Châtenay-Malabry 3. Sceaux 4. Bourg-la-Reine 5. Bagneux 6. Fontenay-aux-Roses 7. Le Plessis-Robinson 8. Clamart 9. Châtillon 10. Montrouge 11. Malakoff 12. Vanves | 1. Issy-les-Moulineaux 2. Boulogne-Billancourt 3. Meudon 4. Sèvres 5. Chaville 6. Ville-d'Avray 7. Saint-Cloud 8. Marnes-la-Coquette 9. Vaucresson | 1. Garches 2. Rueil-Malmaison 3. Suresnes 4. Puteaux 5. Nanterre 6. Colombes 7. La Garenne-Colombes 8. Bois-Colombes 9. Courbevoie 10. Neuilly-sur-Seine 11. Levallois-Perret 12. Clichy 13. Asnières-sur-Seine 14. Gennevilliers 15. Villeneuve-la-Garenne |

## Política
Actualmente, la presidencia del Consejo General de los Altos del Sena la ocupa Patrick Devedjian. Antes de las elecciones de 2007, lo presidía Nicolas Sarkozy. Patrick Devedjian fue elegido presidente del Consejo General tras las elecciones cantonales de 2007, que ganó su partido.
La atribución principal del Consejo General es la de votar el presupuesto del departamento. Actualmente, la composición política de esta asamblea es la siguiente:
- Unión por un movimiento popular (UMP): 21 consejeros generales
- Partido Comunista Francés (PCF): 8 consejeros generales
- Partido Socialista Francés (PS): 6 consejeros generales
- Unión para la Democracia Francesa (UDF): 6 consejeros generales
- Rassemblement pour la France (RPF): 3 consejeros generales
- Los Verdes: 1 consejero general

## Símbolos
Anexo:Blasones de las comunas de Altos del Sena